# メラク線
メラク線、旧メラク・ローカル・トレイン（Merak Local Train）は、インドネシアのバンテン州にあるメラク駅からランカスビトゥン駅まで、KAIコミューターが運行する通勤鉄道路線である。である。2017年4月1日に開通し、所要時間は最大2時間。メラク住民がランカスビトゥン（およびジャカルタのタナアバン、KRLコミューターラインのランカスビトゥン線を利用）へ移動するための交通手段の一つである。路線図では、この路線は深緑色で表示されている。
当初、アンケ駅-メラク駅の路線には、バンテンエクスプレス（Patas Merak）という名称で列車が運行されていた。しかし、ランカスビトゥン線の開業により、2017年4月1日から2017ダイヤグラムが実施されたため、バンテンエクスプレスは廃止され、メラク駅-ランカスビトゥン駅間はメラク線のみの運行となった。
2020年10月1日現在、これまでインドネシア国鉄が管理していたメラク線の列車の運行は、2020年6月3日に運輸省から営業許可を取得した後、KAIコミューターに移管されている。

## 運賃
インドネシア国鉄は、メラク線の運賃を3,000ルピアに設定している。
メラクラインのチケット予約には、出発の7日前または2時間前から有効なアプリケーション「Access by KAI」が利用できる。

## 駅一覧
| 駅番号     | 駅名                           | 接続路線                                  | 所在地     |
| ---------- | ------------------------------ | ----------------------------------------- | ---------- |
| LM 01 R 22 | ランカスビトゥン Rangkasbitung | ランカスビトゥン線 · Mandala Bus Terminal | レバック県 |
| LM 02      | ジャンブバル Jambu Baru        |                                           | セラン県   |
| LM 03      | チャタン Catang                |                                           | セラン県   |
| LM 04      | チケウサル Cikeusal            |                                           | セラン県   |
| LM 05      | ワランタカ Walantaka           |                                           | セラン市   |
| LM 06      | セラン Serang                  |                                           | セラン市   |
| LM 07      | カランアントゥ Karangantu      |                                           | セラン市   |
| LM 08      | トンジョンバル Tonjong Baru    |                                           | セラン県   |
| LM 09      | チレゴン Cilegon               |                                           | チレゴン市 |
| LM 10      | クレンチェン Krenceng          |                                           | チレゴン市 |
| LM 11      | メラク Merak                   | メラク港 · Merak Bus Terminal ·           | チレゴン市 |